# Geissospermum laeve
Geissospermum laeve ist ein Baum in der Familie der Hundsgiftgewächse aus der Unterfamilie der Rauvolfioideae. Er kommt im nördlichen und nordöstlichen Brasilien und in den Guyanas vor.

## Beschreibung
Geissospermum laeve wächst als immergrüner Baum bis zu 25–30 Meter hoch. Der Stammdurchmesser erreicht bis über 60 Zentimeter. Der Stamm ist manchmal geriffelt oder „gefenstert“ und die gräuliche bis rot-braune Borke ist faserig und rau bis furchig. Der Baum führt einen Milchsaft.
Die einfachen, kurz gestielten, fast kahlen und papierigen Laubblätter sind wechselständig, schraubig. Der kurze Blattstiel ist bis 0,8 Zentimeter lang. Die Blätter sind (schmal-)eiförmig bis verkehrt-eiförmig oder elliptisch bis länglich, ganzrandig und an der Spitze bespitzt bis zugespitzt oder seltener abgerundet. Sie sind etwa 6–9 Zentimeter lang und 2,5–3,5 Zentimeter breit. Die jungen Blätter sind unterseits weißlich behaart und verkahlen dann. Die Nervatur ist gefiedert mit undeutlichen, feinen Seitenadern.
Die zusammengesetzt zymösen, einige Blüten enthaltenden, bräunlich behaarten Blütenstände erscheinen meist seitenständig zwischen den Blattknoten. Die kurz gestielten Blüten sind fünfzählig mit doppelter Blütenhülle. Sie sind jeweils von kleinen Tragblättern unterlegt. Die kleinen, außen bräunlich behaarten, innen kahlen und bis 4 Millimeter langen Kelchblätter sind eilanzettlich und kurz verwachsen. Die gelb-bräunliche Krone ist stieltellerförmig verwachsen mit dicklichen, fleischigen und dachigen, außen bräunlich, innen gelblich behaarten, elliptischen und ausladenden, bis etwa 1 Zentimeter langen Zipfeln. Die lange, bräunlich-behaarte und rippige, etwa bis 1 Zentimeter lange und schmale Kronröhre besitzt zwei kleine Schlitze hinter den Staubblättern. Die kurzen, fast sitzenden Staubblätter sitzen oben in der Kronröhre. Der bräunlich behaarte Fruchtknoten, aus zwei freien Fruchtblättern, ist oberständig. Der eingeschlossene, keulenförmige und kahle, gynobasische Griffel mit einem Griffelkopf (Clavuncula), mit zwei kleinen Anhängseln an der Spitze, reicht etwa bis zu den Antheren.
Es werden ledrige, dicht bräunlich behaarte, verkahlende und zur Reife grüne, glatte, kurz bespitzte, eiförmige bis schmal-eiförmige oder länglich-ellipsoide, mehrsamige, bis 5,5–8 Zentimeter lange und bis 2–3,5 Zentimeter breite Beeren (Panzerbeere) gebildet, die manchmal paarig erscheinen. Sie enthalten Milchsaft und die bis etwa 5–10 Samen sind weißlich und liegen zentral-reihig in einer gelb-weißlichen Pulpe. Liegen die reifen Früchte länger werden sie gelb und dann bräunlich. Die flachen, eiförmigen bis elliptischen, scheibenförmigen Samen sind bis etwa 1,7 Zentimeter lang und 0,8–1,3 Zentimeter breit.

## Taxonomie
Die Erstbeschreibung des Basionyms Tabernaemontana laevis erfolgte 1829 durch José Mariano da Conceição Vellozo in Fl. Flumin. 3: 105, t. 18. Die Umteilung in die Gattung Geissospermum erfolgte 1878 durch John Miers in Apocyn. S. Amer.: 84. Weitere Synonyme sind Geissospermum martianum Miers und Geissospermum vellosii Allemão

## Verwendung
Die Rinde wird medizinisch genutzt. Das mittelschwere, moderat beständige Holz wird für einige Anwendungen verwendet.